# Copaifera langsdorfii
Copaifera langsdorfii är en ärtväxtart som beskrevs av René Louiche Desfontaines. Copaifera langsdorfii ingår i släktet Copaifera, och familjen ärtväxter. Inga underarter finns listade i Catalogue of Life.